# Lerfärgad sparv
Lerfärgad sparv (Spizella pallida) är en fågel i familjen amerikanska sparvar inom ordningen tättingar.

## Kännetecken

### Utseende
Lerfärgad sparv är en liten (12–13,5 cm) och slank sparv med lång, kluven stjärt. Den liknar tjippsparven, men är ljusare och generellt mer beigefärgad, med kontrasterande grå nacke, tydligt mustaschstreck och ljus tygel. Höstfåglar och framförallt ungfåglar kan vara mycket lika både tjippsparv och bleksparv. I tjippsparven domineras ansiktsuttrycket av det mörka ögonstrecket jämfört med de andra två. Från brewersparven skiljer sig lerfärgad sparv på renare och mer bjärt färgat ansikte, kontrasterande ljust strupsidestreck och biegefärgat bröst.

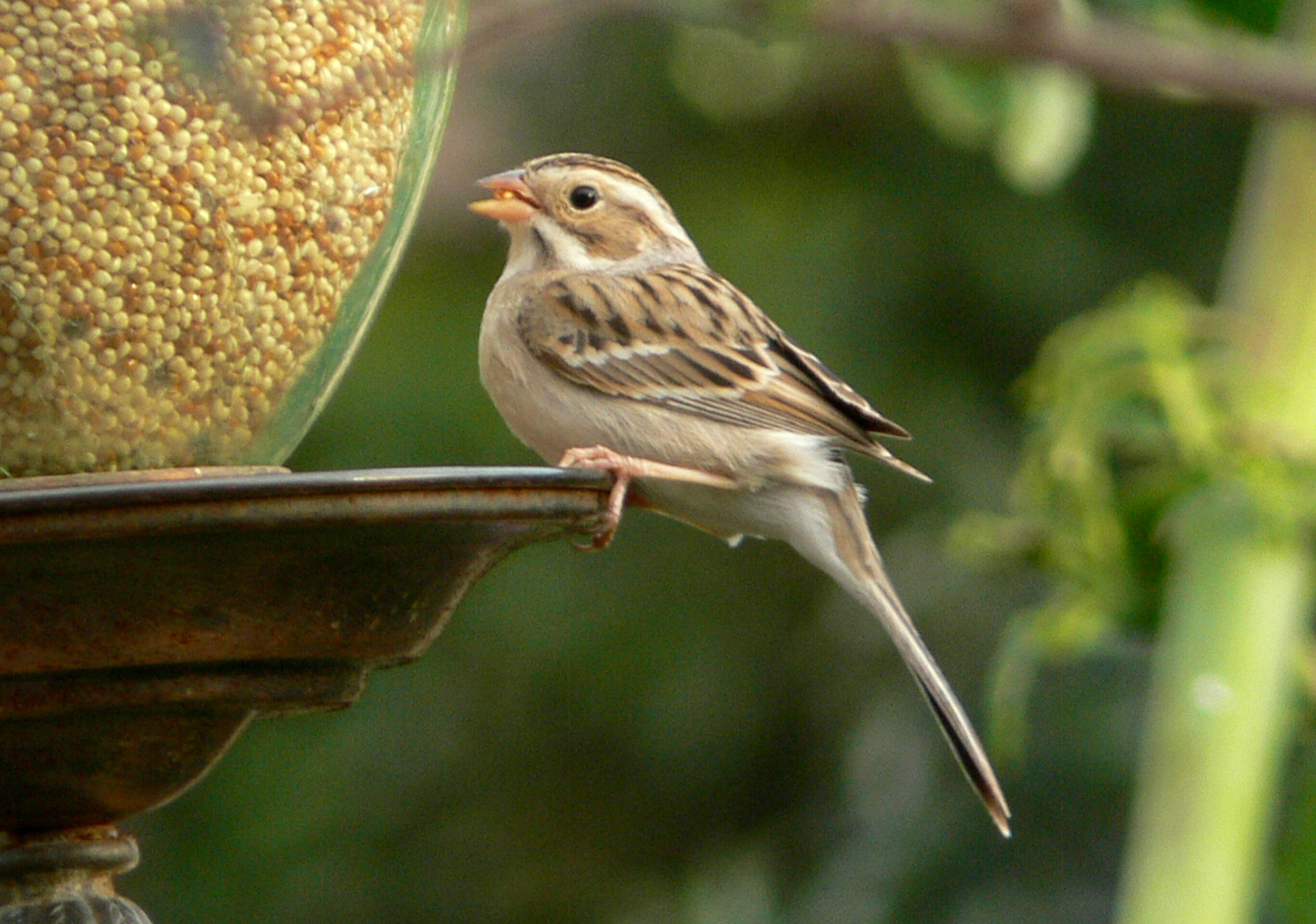
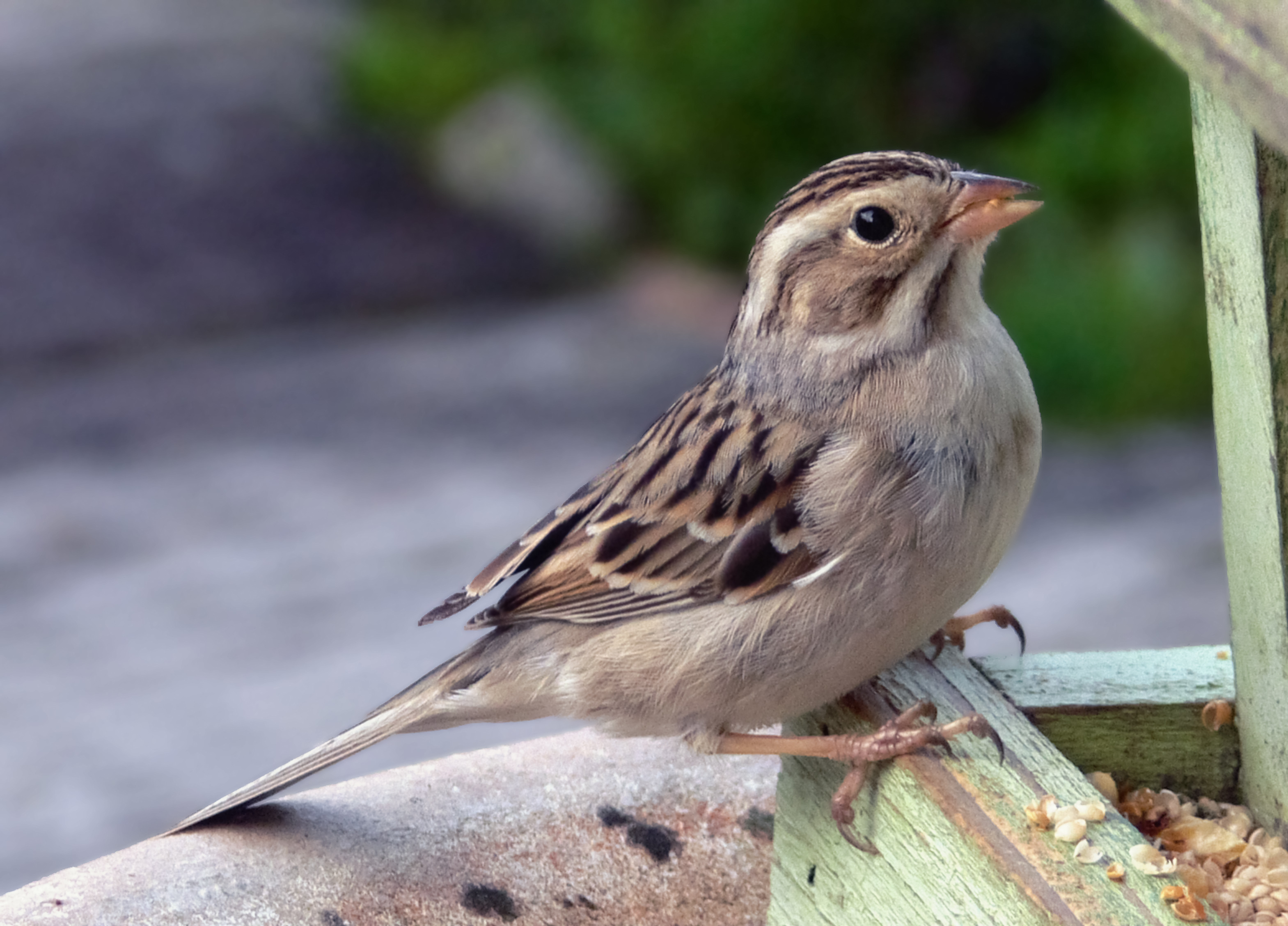

### Läten
Sången består av en serie med två till fem raspiga toner på samma tonhöjd. Lätet är ett ljust och vasst "tsip".

## Utbredning och systematik
Fågeln häckar i västra Kanada och norra USA. I Kanada förekommer den från västcentrala Mackenzie, östra British Columbia, Alberta, nordvästra och centrala Saskatchewan och Manitoba österut till södra Ontario och allra sydligaste Quebec. I USA hittas den normalt från östra Washington och Montana österut till norra och västra New York och västra Pennsylvania. Vintertid flyttar den till ett område från södra New Mexico och södra Texas till Veracruz och Oaxaca i Mexiko. Den behandlas som monotypisk, det vill säga att den inte delas in i några underarter.

### Familjetillhörighet
Tidigare fördes de amerikanska sparvarna till familjen fältsparvar (Emberizidae) som omfattar liknande arter i Eurasien och Afrika. Flera genetiska studier visar dock att de utgör en distinkt grupp som sannolikt står närmare skogssångare (Parulidae), trupialer (Icteridae) och flera artfattiga familjer endemiska för Karibien.

## Levnadssätt
Lerfärgad sparv häckar i öppna områden med gräs bland spridda buskar och träd. Vintertid formar den lösa flockar. Födan består av leddjur och frön, men matar sina ungar med insekter. Fågeln häckar mellan slutet av maj och början av augusti, ibland med två kullar.

## Status och hot
Arten har ett stort utbredningsområde och är talrik, men tros minska i antal, mellan 1966 och 2015 med hela 51 %. Den minskar dock inte tillräckligt kraftigt för att den ska betraktas som hotad. Internationella naturvårdsunionen IUCN kategoriserar därför arten som livskraftig (LC). Världspopulationen uppskattas till hela 60 miljoner häckande individer.